# Gymnocypris waddellii
Gymnocypris waddellii är en fiskart som beskrevs av Regan, 1905. Gymnocypris waddellii ingår i släktet Gymnocypris och familjen karpfiskar. IUCN kategoriserar arten globalt som livskraftig. Inga underarter finns listade i Catalogue of Life.